# August Müller (Mediziner, 1864)
August Müller (* 4. März 1864 in Mönchengladbach; † 5. September 1949) war ein deutscher Mediziner und einer der Erfinder der Kontaktlinse.

## Leben
Geboren wurde August Müller als Sohn eines Maschinenfabrikbesitzers in Mönchengladbach. Nach seiner Schulzeit am Stiftisch-Humanistischen Gymnasium studierte er Medizin.
Im Jahre 1889 veröffentlichte er seine Doktorarbeit „Brillengläser und Hornhautlinsen“ in der er seine Bemühungen beschrieb, aus mundgeblasenem Glas Skleraschalen zu schleifen. Die Doktorarbeit widmete er den Fehlsichtigen: „Dem Normalsehenden mag die Zeit, die dieselben (nachfolgenden drei Aufsätze) gekostet haben, vielleicht übel angewandt erscheinen. Meine Schicksalsgefährten werden mein Betreiben begreiflich finden.“ Mit dem Ergebnis seiner Arbeit war es ihm möglich seine eigene Kurzsichtigkeit von −14 Dioptrien bis hin zu nur 0,5 Dioptrien zu korrigieren.
Müllers Landsmann Adolf Fick veröffentlichte seine Arbeit über Kontaktlinsen schon im Jahre 1887. Aber seine Linsen waren schwer und konnten nur für eine kurze Zeit getragen werden. Müllers Linsen waren leichter und so geformt, dass sie mit dem Verlauf der Hornhaut übereinstimmten. Er hatte die Idee, dass die Linsen durch den Tränenfilm zwischen Hornhaut und Linse auf dem Auge durch Kapillarwirkungen halten würden. Durch die entsprechende Krümmung der Linse, könne man dann Fehlsichtigkeiten korrigieren.
Sein Wunsch Augenarzt zu werden scheiterte jedoch an seinem beeinträchtigten Sehvermögen. Er ergriff den Beruf des Orthopäden und erhielt bald den Spitznamen „Knochen-Müller“. Im Jahr 1899 eröffnete er seine Praxis, aber arbeitete weiter an seiner Kontaktlinsenidee. Probeweise ließ er drei Linsen von Carl Zeiss Jena herstellen und nannte dann seine Erfindung Hornhautlinsen.
Seine Bemühungen um eine neue Korrektionslinse waren letztlich erfolglos, da er selbst aufgrund des Druckes die Linse nur eine halbe Stunde tragen konnten, weniger lang als die von Fick. Zusätzlich mussten die Linsen unter Wasser eingesetzt werden, um Lufteinschlüsse zu vermeiden und es musste Kokain verabreicht werden, um die Augen zu betäuben. Die Firma Zeiss war aufgrund dessen nicht an einer Weiterentwicklung interessiert. Aber trotz allem legte er den Grundstein für spätere Forschungen und seine Ideen und Erkenntnisse über den Tränenfluss und den abgerundeten Kanten der Kontaktlinsen sind noch heute Grundlagen für die Kontaktlinsenanpassung.
Im Jahre 1932 spendete August Müller die drei von Zeiss hergestellten Linsen dem Deutschen Museum in München.